# Будаева, Виталия Сергеевна
Виталия Сергеевна Будаева (укр. Віталія Сергіївна Будаєва; род. 9 февраля 1998, Севастополь) — украинская футболистка, защитник. Выступала за сборные Украины до 17 и до 19 лет.

## Футбол
Когда Виталии было одиннадцать лет, она записалась в женскую футбольную команду «Судостроитель-СДЮШОР-5» из Севастополя. В 2013 году дебютировала в составе клуба «Дончанка-ЦПОР». В своём первом сезоне в клубе она стала серебряным призёром зимнего первенства Украины и бронзовым призёром чемпионата Украины. В октябре 2013 года представляла сборную Донецкой области на турнире «Дарим радость детям». Зимнее первенство Украины 2014 года вновь завершилось для команды серебряными наградами.
На следующем зимнем первенстве она представляла «Ятрань-Берестивец», вместе с которым дошла до финала, где её команда уступила «Жилстрою-1» со счётом 0:3. Будаева на этом турнире была признана лучшим молодым игроком турнира по версии FifPro. С 2015 года по 2016 год Будаева являлась игроком уманьских «Пантер». В 2016 году играла в первом дивизионе России за московское «Торпедо». В составе команды выигрывала турнир «Рождество — 2016».
Выступала за сборные Украины до 17 и до 19 лет.

## Мини-футбол
С 2016 по 2022 год являлась игроком российской мини-футбольной команды «МосПолитех». Также она представляла команду Первого дивизиона — «Торпедо-МАМИ-2». В составе команды стала победителем Кубка открытия.
В 2017 году «МосПолитех» вышел в финал чемпионата России. Решающая игра чемпионата завершилась победой «Торпедо» над «Лагуной-УОР» со счётом 6:1. Летом 2017 года она стала чемпионом Европы по футзалу среди женских студенческих команд.

## Пляжный футбол
В 2014 году представляла краснодарский «Олимпик» в чемпионате России по пляжному футболу. Спустя три года выступала на Кубке России за «Звезду».

## Достижения
«Дончанка-ЦПОР»
- Бронзовый призёр чемпионата Украины (1): 2013

«Олимпик» (Краснодар)
- Чемпион России по пляжному футболу (1): 2014[14]

## Личная жизнь
В сентябре 2015 года была зачислена в Российский государственный университет физической культуры, спорта, молодёжи и туризма на кафедру теории и методики футбола.